# Samuil Feinberg
Samuíl Yevguénievich Feinberg (en ruso: Самуи́л Евге́ньевич Фе́йнберг, también Samuel; Odesa, 26 de mayo de 1890-Moscú, 22 de octubre de 1962) fue un compositor y pianista ruso y soviético .

## Biografía
Nacido en Odesa, Feinberg vivió en Moscú desde 1894 y estudió con Aleksandr Goldenweiser en el Conservatorio de Moscú. También estudió composición en privado con Nikolái Zhilyáiev. Se graduó del conservatorio en 1911, luego de lo cual se embarcó en una carrera como pianista solista, mientras componía de forma paralela. Sin embargo, esto fue truncado porque fue enviado a luchar en la Primera Guerra Mundial por el Imperio ruso hasta que enfermó y fue dado de baja. En 1922, se incorporó a la facultad del Conservatorio de Moscú, relanzando su carrera pianística. En 1930, debido a la represión política en la Unión Soviética de Stalin, las actividades de conciertos de Feinberg se limitaron. Hizo sólo dos viajes al extranjero en la década de 1930: Viena en 1936 y Bruselas en 1938; de ahí que en general no sea muy conocido fuera de Rusia. En 1946, recibió el Premio Stalin.
Feinberg fue el primer pianista en interpretar de manera íntegra El clave bien temperado de Bach en concierto en la URSS. Hoy es más recordado por su grabación completa y muchas otras obras de las épocas clásica y romántica. También compuso tres conciertos para piano, una docena de sonatas para piano (existen grabaciones privadas de él tocando sus Sonatas para piano 1, 2, 9 y 12), así como fantasías y otras obras para el instrumento. La pianista Tatiana Nikoláyeva dijo que cada una de sus sonatas era un "poema de vida". Feinberg ha sido llamado "Un heredero musical de Scriabin", quien escuchó al joven pianista tocar su cuarta sonata y lo elogió mucho.
Fue un soltero de toda la vida. Vivió con su hermano Leonid, que fue poeta y pintor. Murió en 1962, a los 72 años.

## Honores y premios
- Premio Stalin - 1946
- Orden de Lenin
- Dos Órdenes de la Bandera Roja del Trabajo (1937 y 1946)
- Medalla por el trabajo valiente en la Gran Guerra Patria 1941-1945
- Artista emérito de la RSFS de Rusia (1937)

## Obra

### Composiciones para piano solo
- Op. 1: Sonata para piano n. ° 1 (1915)
- Op. 2: Sonata para piano n. ° 2 (1915)
- Op. 3: Sonata para piano n. ° 3 (1917)
- Op. 5: Fantasía n. ° 1 (1917)
- Op. 6: Sonata para piano n. ° 4 (1918)
- Op. 8: Cuatro preludios (1920)
  1. Alegreto
  2. Misterioso
  3. Tumoltuoso
  4. Con moto
- Op. 9: Fantasía No. 2 (1921)
- Op. 10: Sonata para piano n. ° 5 (1921)
- Op. 11: Suite No. 1 (1922)
- Op. 13: Sonata para piano n. ° 6 (1923)
- Op. 15: Tres preludios (1922)
  1. Allegro affanato e molto rubato
  2. Andante con tenerezza
  3. Presto
- Op. 17: Dos cadencias para el Concierto para piano n. ° 4 de Beethoven (1930-1935)
- Op. 19: Humoresque
- Op. 19a: Berceuse
- Op. 21: Sonata para piano n. ° 7 (1925)
- Op. 21a: Sonata para piano n. ° 8 (1928)
- Op. 24a: Dos melodías chuvasias
- Op. 25: Suite No. 2 (1936)
- Op. 27a: Tres melodías (1938)
  1. Canción georgiana
  2. Canción tártara
  3. Canción armenia
- Op. 29: Sonata para piano n. ° 9 (1939)
- Op. 30: Sonata para piano núm. 10 (1940-1944)
- Op. 31: 3 Transcripciones de sinfonías de Chaikovski (1942)
  1. 'Andante marziale' de la Sinfonía n. ° 2, Op. 17
  2. 'Vals' de la Sinfonía No. 5, Op. 64
  3. 'Allegro molto vivace' de la Sinfonía n. ° 6, Op. 74
- Op. 33: Dos piezas (1947)
  1. Cuento
  2. Procesión
- Op. 35: Transcripciones de obras de J.S. Bach (1925-1934)
- Op. 37: Transcripción del Preludio y Fuga en Mi menor, BWV 548 de J.S. Bach (¿1937-1948?)
- Op. 38: Transcripción del Largo de la Sonata para órgano No.5 en Do mayor, BWV 529 por J.S. Bach (¿1935-1938?)
- Op. 40: Sonata para piano n. ° 11 (1952)
- Op. 41: 4 Cadenzas al Concierto para piano de Mozart, K.467 (¿1952?)
- Op. 42: Transcripción de Nocturne del Cuarteto de cuerdas No 2, de A. Borodín (¿1942-1943?)
- Op. 43: 3 Transcripciones de las canciones de Chaikovski, Op.54 (¿1942-1943?)
- Op. 45: Rapsodia sobre temas kabardino-balkarios (1961)
- Op. 48: Sonata para piano n. ° 12 (1962)

### Obra concertante
- Op. 20: Concierto para piano n. ° 1 en do mayor (1931)
- Op. 36: Concierto para piano n. ° 2 en re mayor (1944)
- Op. 44: Concierto para piano n. ° 3 en do menor (1947)

### Para piano y voz
- Op. 4: Dos Romances basados en Aleksandr Pushkin y Mijaíl Lermontov
  1. Заклинание (Incantation)
  2. Из-под таинственной, холодной полумаски (Behind the Mysterious Cold Half-Mask)
- Op. 7: Tres Romances basados en Aleksandr Blok
  1. Голоса (снежная ночь) – Voces (noche nevada)
  2. И я опять затих у ног (снежная ночь) – Una vez más estoy en silencio a tus pies (Noche nevada)
  3. В бездействии младом (стихи о прекрасной даме) – En la indolencia juvenil
- Op. 14: Cuatro Romances basados en Valeri Briúsov, Aleksandr Blok, y Andréi Bely (1917, sin publicar)
- Op. 16: Tres Romances basados en Aleksandr Pushkin (1923)
  1. Анчар – Anchar
  2. Друг мой милый – Mi amada
  3. Напрасно я бегу к Сионским высотам – En vano me apresuro a subir a las alturas de Sion
- Op. 18 – 5 canciones nacionales (1932)
  1. Лох-Ломонд (Шотландская)
  2. Хоровод (Английская)
  3. Деревенская девушка (Английская)
  4. Похищение из Тюэри (Ирландская)
  5. Ночная песнь рыбаков (Валлийская)
- Op. 22: Dos canciones basadas en Aleksandr Zhárov (1932)
- Op. 23: Tres canciones (1938)
- Op. 23a: Canción basada en Dmitri Dolgonémov (1934)
- Op. 24: 25 Canciones chuvasias basadas en Yuri Stremin (1935-1936)
- Op. 26: Ocho Romances basados en Aleksandr Pushkin (1936)
  1. Не пой, красавица, при мне... – No me cantes, hermosura mía
  2. Зимний вечер – Noche de invierno
  3. Под небом голубым страны своей родной – Bajo los cielos azules de su tierra natal
  4. Туча – Nube
  5. Три ключа – Tres primaveras
  6. Я помню чудное мгновенье – Recuerdo el momento maravilloso
  7. Сожженное письмо – La carta quemada
  8. Няне — Подруга дней моих суровых... – A la nanny - Amiga de mis días dolorosos ...
- Op. 27: 12 Songs (1935-1937)
- Op. 28: Siete Romances basados en Mijaíl Lérmontov (1940)
  1. Дубовый листок – Hoja de roble
  2. Пленный рыцарь – El caballero encarcelado
  3. Сон – El sueño
  4. Еврейская мелодия – Melodía hebrea
  5. Русалка – Rusalka
  6. Нет, не тебя так пылко я люблю – No, no es a ti a quien amo tanto
  7. Выхожу одни я но дорогу –  Salgo solo al camino
- Op. 32: 3 cancines basadas en Serguéi Sévertsev y Serguéi Gorodetski
- Op. 34: 6 Canciones cabardianas (1941)
- Op. 39: 4 Canciones basadas en Yuri Stremin (1939)
- Op. 47: Maritsa, basada en un poema folclórico yugoslavo (1958)
  1. Марица – Maritsa
  2. Первая любовь – El primer amor
  3. Девушка и конь – La muchacha y el caballo
  4. Разговор со смертью – Conversación con la muerte
  5. Македонская девушка – Muchacha macedonia
  6. Уж как выпал снег... – Ah, cómo cayó la nieve
  7. Колыбельная – Canción de cuna
  8. Ожидание – La espera

### Sonatas para violín
- Op. 12: Sonata para violín n. ° 1 (1912, incompleta)
- Op. 46: Sonata para violín n. ° 2 (1955-1956)

## Grabaciones

### Como pianista
- The Well-Tempered Clavier, Books I & II, 1959[9]

### Como compositor
- Samuil Feinberg: Piano Sonatas Nos 1-6. Marc-André Hamelin, piano. Hyperion Records, 2020[10]